# Dirphya nigricollis
Dirphya nigricollis là một loài bọ cánh cứng trong họ Cerambycidae.